# لویس روفائیل اول ساکو
لویس روفائیل اول ساکو (سریانی: ܠܘܝܣ ܪܘܦܐܝܠ ܩܕܡܝܐ ܣܟܘ؛ متولد ۴ ژوئیه سال ۱۹۴۸) از اول فوریه ۲۰۱۳، پاتریارک کنونی بابل کلدانیان و رئیس کلیسای کاتولیک کلدانی است.
پاپ فرانسیس در ۲۸ ژوئن ۲۰۱۸ او را کاردینال ساخت.

## اوایل زندگی
ساکو در شهر زاخو عراق متولد شد. وی از خانواده ای آشوری از کلیسای کاتولیک کالدیان برخاسته که ریشه در یک اجتماع مذهبی دارد که از قرن ۵ میلادی در شهر تولد وی حضور داشته‌است.